# Rhizocossus munroei
Rhizocossus munroei is een vlinder uit de familie van de Houtboorders (Cossidae). De wetenschappelijke naam van de soort is voor het eerst gepubliceerd in 1958door Harry Kendon Clench.
De soort komt voor in Chili en Argentinië.